# Marcelo Campanal
Marcelino Vaquero González del Río, conocido como Marcelo Campanal y Campanal II (Gijón, Asturias, 13 de febrero de 1932-Avilés, 25 de mayo de 2020), fue un futbolista y atleta sénior español. Jugaba como defensa y militó dieciséis temporadas en el Sevilla F. C., dos en el R. C. Deportivo de La Coruña, C. D. Iliturgi y su última campaña como profesional en el Real Avilés C. F. Además, fue once veces internacional con la selección española. Del mismo modo, fue sobrino del futbolista Guillermo Campanal.

## Trayectoria
El apodo de Campanal se debe al nombre de una empresa de la cual eran dueños su familia y la de su tío Guillermo Campanal.[cita requerida] Este último, ya siendo entrenador del Sevilla F. C., lo hizo debutar como jugador en Primera División a los diecinueve años. Tuvo fama de ser un defensa duro, pero durante su vida deportiva solamente fue expulsado dos veces y le pitaron dos penaltis. Ha sido nominado miembro del once ideal de la selección española de fútbol.[cita requerida]
Se retiró como jugador al finalizar la temporada 1968/69 en el Real Avilés C. F. Posteriormente, se estableció en la ciudad de Avilés y pasó a practicar como atleta diferentes especialidades en las que consiguió varios campeonatos nacionales de categoría sénior.

## Fallecimiento
Falleció a los ochenta y ocho años el 25 de mayo de 2020 en el hospital Avilés donde había sido ingresado a causa del deterioro de su salud.